# Glaresis lomii
Glaresis lomii es una especie de coleóptero de la familia Glaresidae.

## Distribución geográfica
Habita en Somalia.